# Sozialistische Gleichheitspartei
Die Sozialistische Gleichheitspartei, Vierte Internationale (SGP, bis 2017 Partei für Soziale Gleichheit, PSG) ist eine trotzkistische Kleinpartei. Sie sieht sich in der Kontinuität zu Karl Marx, Friedrich Engels, Wladimir Iljitsch Lenin, Leo Trotzki und Rosa Luxemburg und ist die deutsche Sektion des Internationalen Komitees der Vierten Internationale (IKVI). Sie wird vom Verfassungsschutz beobachtet und von diesem als linksextremistisch eingestuft.

## Inhaltliches Profil und Programm
Das „erklärte Ziel“ der Partei ist es, „die internationale Arbeiterschaft zu vereinigen und eine Umgestaltung der Gesellschaft nach den Grundsätzen sozialer Gleichheit und Gerechtigkeit durchzusetzen. Sie versteht sich als Gegner von Kapitalismus, Militarismus und Nationalismus“.
Als Trotzkisten verstehen sie sich als marxistische Opposition zum Stalinismus und verurteilen dessen Bemühen, „eine national isolierte sozialistische Gesellschaft aufzubauen“, als „Versuch, einer reaktionären Utopie nachzujagen“, woraus für sie auch die umfangreichen Verbrechen und Tragödien der sowjetischen Innen- wie Außenpolitik resultieren. Umfassend aufgearbeitet und dargelegt haben sie ihre Sicht der Geschichte in ihren historischen Grundlagen.
Die Partei setzt sich für die Einführung eines bedingungslosen Grundeinkommens ein.
Im Gegensatz zu anderen trotzkistischen Parteien lehnte sie beim Bundestagswahlkampf 2005 die Unterstützung des Wahlbündnisses von WASG und Linkspartei.PDS ab.

## Geschichte
Die Partei wurde von westdeutschen Anhängern des Internationalen Komitees der Vierten Internationale aufgebaut, in dem die von Gerry Healy geführte (Socialist Labour League, später Workers Revolutionary Party) eine wichtige Rolle spielte. Bereits vor der Parteigründung hatten sich seine Anhänger als Gruppe innerhalb der Zeitschrift Internationale Arbeiterkorrespondenz organisiert.
1971 wurde die Partei unter dem Namen Bund Sozialistischer Arbeiter (BSA) gegründet. Der BSA war hauptsächlich in Nordrhein-Westfalen (insbesondere Bochum), Bayern und West-Berlin aktiv. Ab 1989 war der BSA auch in der DDR tätig. Im Vorfeld der Volkskammerwahl 1990 entschied der Runde Tisch, einen Wahlwerbespot des BSA nicht ausstrahlen zu lassen.
1997 wurde der BSA umgewandelt in die Partei für Soziale Gleichheit, Sektion der Vierten Internationale (PSG). 2017 erfolgte die Umbenennung in Sozialistische Gleichheitspartei (SGP).

## Beobachtung durch den Verfassungsschutz
Die Sozialistische Gleichheitspartei wird durch diverse Landesbehörden für Verfassungsschutz sowie das Bundesamt für Verfassungsschutz als linksextremistisch eingestuft. Der Berliner Verfassungsschutz betont in seinem Jahresbericht über das Jahr 2005, dass die Partei nie an einem Bündnis mit der Linkspartei interessiert gewesen sei. Das Bundesamt für Verfassungsschutz hält in seinem Bericht für das Jahr 2017 fest, dass sie sich auf ihrem Bundesparteitag am 18. und 19. Februar 2017 in Berlin von „Partei für Soziale Gleichheit“ in „Sozialistische Gleichheitspartei“ umbenannt habe. Die Organisation folge „grundsätzlich der traditionellen trotzkistischen Theorie von einer sozialistischen Revolution als weltweitem ständigen Prozess unter Führung von Arbeiterräten („Permanente Revolution“)“.
Die Partei wandte sich mit einer Klage gegen ihre Erwähnung im Verfassungsschutzbericht des Bundes im Kapitel „Linksextremismus“. Der Rechtsstreit wurde vom Verwaltungsgericht Berlin in der Vorschau auf 2021 als „besonders interessantes Verfahren“ angekündigt: „Die Klägerin wendet sich gegen ihre Erwähnung im Verfassungsschutzbericht des Bundes im Kapitel „Linksextremismus“... Sie erblickt im Kapitalismus die Hauptursache für Armut, Ausbeutung, Krieg, Gewalt und Leid in der Welt... Sie meint, dies stehe nicht im Widerspruch zu den zentralen Werten des Grundgesetzes, weil namentlich das Eintreten gegen den Kapitalismus keine gegen die freiheitliche demokratische Grundordnung (fdGO) gerichtete Bestrebung darstelle.“
Nachdem die Klage Mitte Dezember 2021 abgewiesen wurde, legte die Partei Berufung ein. So seien das Denken der Parteimitglieder in Klassen und die Ablehnung der Marktwirtschaft wesentliche Argumente des Gerichts für die Abweisung gewesen, was parteiseitig und in der Tageszeitung Neues Deutschland als unzureichend und voreingenommen kommentiert wurde.

## Struktur
Sitz der Partei ist in Berlin, Dachorganisation ist das Internationale Komitee der Vierten Internationale (IKVI).
Die International Youth and Students for Social Equality (IYSSE) sind ihre Jugend- und Studentenorganisation. Die Vereinigung ist international und in verschiedenen Bundesländern organisiert und hat in Deutschland unter anderem einzelne Gruppen an der Ruhr-Universität Bochum, Universität Bonn, Universität Leipzig sowie dem Karlsruher Institut für Technologie (KIT). An der Humboldt-Universität zu Berlin ist die örtliche Gruppe mit fünf Sitzen (7,74 %) wiederholt im Studierendenparlament vertreten.

## Parteiorgane
Die SGP gab die Zeitschrift gleichheit zu aktuellen politischen und kulturellen Themen heraus, die außer auf Parteiveranstaltungen und im Abo-Versand auch in 44 Buchläden und Zeitungskiosken zum Verkauf auslag. Die SGP stellt die deutsche Redaktion der World Socialist Web Site (WSWS). Zusätzlich verfügt die Partei mit dem Mehring Verlag über einen Buchverlag.

## Teilnahme an Wahlen
Die PSG bzw. SGP beteiligte sich an den Bundestagswahlen 1998, 2005, 2009, 2013, 2017, 2021 und 2025 (bei Letzterer erhielt sie 425 Zweitstimmen und damit 0,0 %) sowie an den Europawahlen 2004, 2009 und 2014 (9852 Stimmen → 0,0 %), 2019 (5293 Stimmen → 0,0 %) und 2024 (5926 Stimmen).
Auf Landesebene trat die PSG bei den Landtagswahlen in Hessen 2003, 2008 und 2013 sowie den Wahlen zum Berliner Abgeordnetenhaus 2006, 2011, 2016, 2021 und 2023 an.

## Wahlergebnisse
|                                        | Bund   | Europa | Volkskammer | Berlin | Hessen | Nordrhein-Westfalen |
| -------------------------------------- | ------ | ------ | ----------- | ------ | ------ | ------------------- |
| Bund Sozialistischer Arbeiter (BSA)    |        |        |             |        |        |                     |
| 1983                                   |        |        |             |        | 0,00 % |                     |
| 1985                                   |        |        |             |        |        | 0,00 %              |
| 1989                                   |        | 0,03 % |             |        |        |                     |
| 1990                                   | 0,00 % |        | 0,00 %      |        |        |                     |
| 1994                                   | 0,00 % | 0,03 % |             |        |        |                     |
| Partei für Soziale Gleichheit (PSG)    |        |        |             |        |        |                     |
| 1998                                   | 0,01 % |        |             |        |        |                     |
| 2003                                   |        |        |             |        | 0,05 % |                     |
| 2004                                   |        | 0,10 % |             |        |        |                     |
| 2005                                   | 0,03 % |        |             |        |        |                     |
| 2006                                   |        |        |             | 0,04 % |        |                     |
| 2008                                   |        |        |             |        | 0,04 % |                     |
| 2009                                   | 0,01 % | 0,04 % |             |        |        |                     |
| 2011                                   |        |        |             | 0,12 % |        |                     |
| 2013                                   | 0,00 % |        |             |        | 0,04 % |                     |
| 2014                                   |        | 0,03 % |             |        |        |                     |
| 2016                                   |        |        |             | 0,13 % |        |                     |
| Sozialistische Gleichheitspartei (SGP) |        |        |             |        |        |                     |
| 2017                                   | 0,00 % |        |             |        |        |                     |
| 2019                                   |        | 0,01 % |             |        |        |                     |
| 2021                                   | 0,00 % |        |             | 0,03 % |        |                     |
| 2023                                   |        |        |             | 0,05 % |        |                     |
| 2024                                   |        | 0,01 % |             |        |        |                     |
| 2025                                   | 0,00 % |        |             |        |        |                     |

|  | höchstes Ergebnis (ohne Einzug ins Parlament) |

## Publikationen
- Historische Grundlagen der Partei für Soziale Gleichheit. Mehring Verlag, 2010, ISBN 978-3-88634-108-5.